# 洛伦佐·扎泽里
洛伦佐·扎泽里（義大利語：Lorenzo Zazzeri，1994年8月9日—），意大利男子游泳运动员。他曾代表意大利参加2020年夏季奥林匹克运动会游泳比赛，获得男子4×100米自由泳接力银牌。